# Bolitoglossa madeira
Salamandra do Rio Madeira (Bolitoglossa madeira) é uma espécie de anfíbio da família Plethodontidae. Endêmica do Brasil, pode ser encontrada no noroeste do estado de Rondônia, em localidades na margem leste do rio Madeira, nas proximidades do complexo hidrelétrico de Santo Antônio-Jirau, no município de Porto Velho.
Possuem de 11.5 cm-5.7cm de tamanho e cerca de 23-25 dentes na mandíbula, vivendo poucos metros de cursos d'água. Atualmente é a maior das cinco espécies de salamandra do Brasil.